# BerliOS
BerliOS (kurz für „Berlin Open Source“) war eine öffentliche Softwareentwicklungsplattform, das es sich zum Ziel gesetzt hatte, eine Kommunikationsplattform für Anwender, Entwickler sowie kommerzielle Hersteller und Dienstleister von Open-Source-Software zu bilden. Bis April 2014 gab es zusätzlich eine Entwicklerplattform für Open-Source-Projekte.

## Geschichte
Nach einem Beschluss des Bundesministeriums für Wirtschaft und Technologie (BMWi) den Einsatz von Open-Source-Software stärker zu fördern, wurde das Projekt BerliOS erstmals im Mai 2000 von dem Fraunhofer-Institut für Offene Kommunikationssysteme (FOKUS) angekündigt.
Neben der Förderung durch das BMWi fanden sich weitere Sponsoren aus der Wirtschaft, wie beispielsweise die Unternehmen Hewlett-Packard, die Telekom-Tochter T-Systems oder die IHK Berlin. Die Fördergelder betrugen zu Beginn umgerechnet rund 500.000 Euro.
Im Jahr 2002 verkündete der Nachrichtenticker heise online die Fördermittel seien bald aufgebraucht und es bestehe kein Interesse das Projekt fortzuführen. Diese Meldung wurde später von den Mitarbeitern relativiert. In den folgenden Jahren kamen weitere Bereiche dazu, wie beispielsweise 2003 das OpenFacts Wiki, in welchem das Wiki-Prinzip auf Softwaredokumentationen übertragen wird.
Im Februar 2005 geriet die Plattform negativ in die Schlagzeilen, als sich herausstellte, dass auf einem Subversion-Server eine für jeden sichtbare Datei mit verschlüsselten Passwörtern von Benutzern vorhanden war. Nachdem die Verantwortlichen dies bemerkten wurde die Datei zwar geschützt, jedoch nur ein Teil der Benutzer über den Sachverhalt informiert. Weitere Sicherheitstechnische Bedenken wurden im Januar 2010 laut, als nach einem erfolgreichen Hackerangriff auf der Hauptseite der Text „If you have no capacities to properly administrate a system then do not do it!“ (Wenn ihr nicht die Kapazitäten habt, ein System richtig zu administrieren, dann macht es nicht!) zu lesen war.
Ende September 2011 teilte das Projekt mit, dass der Betrieb wegen unzureichend sichergestellter Finanzierung zum Ende des gleichen Jahres eingestellt wird.
Ende Oktober 2011 wurden Pläne bekannt, wonach das Projekt auf Basis eines gemeinnützigen Vereins mit Hilfe freiwilliger Helfer fortgesetzt werden soll.
Februar 2012 gab das Projekt bekannt, dass eine Kooperation mit SourceForge beschlossen wurde, um weiter den sicheren Betrieb und Downloadkapazitäten aufrechtzuerhalten. Dazu soll SourceForge als Spiegelserver für BerliOS-Downloads angeboten werden.
Ende Januar 2014 gab Berlios die Einstellung der Entwicklerplattform zum Ende April desselben Jahres bekannt und legte den Projekt-Managern eine Migration zu Sourceforge nahe. Alternativ konnte man seine Projektdaten exportieren. Berlios besteht nun fort als Informationsportal für Open Source, insbesondere mit der Möglichkeit, nach Open-Source-Software zu suchen.

## Technik
Die Technik der Entwicklerplattform basiert auf einer älteren Version von SourceForge, zu einem Zeitpunkt, als diese noch unter einer freien Lizenz stand. Im Gegensatz zu SourceForge ist die Anwendung hinter BerliOS demnach immer noch frei.